# Itadaki Street
Itadaki Street (いただきストリート), « Rue de la fortune ») est une série de jeux vidéo de plateau publiée depuis 1991. Créée par Yūji Horii, concepteur de la série Dragon Quest, la franchise propose un gameplay inspiré du Monopoly avec des mécaniques japonaises spécifiques, mêlant stratégie économique, gestion immobilière et éléments de hasard dans un univers coloré et accessible.
La série se caractérise par son système de jeu basé sur l'acquisition de propriétés, la construction de bâtiments et la perception de loyers, enrichi par des mécaniques distinctives comme les actions en bourse, les cartes événements et les mini-jeux. Les joueurs évoluent sur des plateaux thématiques variés, accumulant de l'argent pour devenir le plus riche, tout en naviguant entre opportunités d'investissement et pièges économiques. Plusieurs épisodes ont intégré des personnages emblématiques de franchises Square Enix, notamment Dragon Quest et Final Fantasy, créant des crossovers populaires auprès des fans.
Principalement commercialisée au Japon sur diverses plateformes incluant Famicom, PlayStation, Nintendo DS et mobiles, la série est restée largement exclusive au marché japonais. Seul de rares épisodes ont bénéficié d'une localisation internationale, dont Course à la fortune sur Wii en 2011. Malgré cette exposition limitée à l'étranger, la franchise demeure une référence du jeu de plateau vidéoludique au Japon, maintenant sa popularité grâce à son accessibilité et à ses collaborations régulières avec les univers les plus célèbres de Square Enix.

## Développement
Dans une interview de 1989, Yūji Horii déclare qu'il travaille sur un jeu de société avec l'ancien rédacteur de Famitsu, Yoshimitsu Shiozaki, et que travailler dans un « genre complètement différent » des jeux Dragon Quest en vaut la peine,. Lors de la création du premier niveau, un test de jeu révèle que le plateau est vraiment difficile, donc un niveau d'entraînement est développé et s'avère également trop difficile, conduisant le niveau un à finalement devenir le niveau quatre. Le jeu est ensuite incorporé dans les remakes de Dragon Quest III en tant que nouveau mini-jeu. En 2011, Horii déclare qu'il envisageait de faire connaître Itadaki Street aux publics internationaux.

## Éléments communs
Les jeux sont similaires au Monopoly : les joueurs lancent un dé pour avancer sur un plateau, achètent des propriétés sur les cases où ils tombent, gagnent de l'argent lorsque les adversaires atterrissent sur leur propriété, et piochent des cartes lorsqu'ils atterrissent sur certaines cases spéciales. Les jeux diffèrent de Monopoly en ce que les joueurs peuvent acheter et vendre des actions d'un bloc, ce qui affecte leur valeur, ou développer une propriété leur appartenant, ce qui augmente la valeur par action pour ce bloc. Il n'est pas nécessaire de posséder tout le bloc pour développer une propriété, bien que contrôler plus d'une propriété d'un bloc permette au joueur de développer ses propriétés en bâtiments plus grands et de collecter plus auprès des adversaires. Les joueurs doivent collecter un ensemble de quatre couleurs pour monter de niveau et collecter de l'or supplémentaire lorsqu'ils passent par la position de départ (la banque). Dans la plupart des versions, jusqu'à quatre joueurs peuvent rivaliser pour gagner chaque plateau. Pour gagner, un joueur doit retourner à la banque avec le montant requis par le plateau, qui inclut la valeur totale des actions du joueur, la valeur des propriétés et l'or en main. Des mini-jeux et un marché boursier pour les joueurs plus expérimentés sont également présentés.

## Liste des jeux
| Titre | Date de sortie                                                                            | Développeur                | Éditeur                         | Plateforme                      | Notes |
| --- | ----------------------------------------------------------------------------------------- | -------------------------- | ------------------------------- | ------------------------------- | --- |
| Itadaki Street: Watashi no Omise ni Yottette | 21 mars 1991                                                                              | Game Studio (en) Loginsoft | ASCII                           | Famicom                         | |
| Itadaki Street 2: Neon Sign wa Bara Iro ni | 26 février 1994                                                                           | Tomcat System              | Enix                            | Super Famicom                   | Le jeu fonctionne comme une version junior de Super Okuman Chouja. Au lieu que les joueurs effectuent des achats et des ventes complètement par eux-mêmes, le jeu offre des conseils pour les situations importantes. Il existe de nombreux thèmes, y compris moderne, futuriste et la carte du monde. Les joueurs contrôlés par l'intelligence artificielle du jeu vont des adolescents aux personnes âgées. Les joueurs peuvent se déplacer de 1 à 9 cases et doivent collecter des symboles de cartes à jouer afin de recevoir de l'argent de la banque. Les jeux de casino sont également disponibles et incluent le bingo et les machines à sous. Comme dans Tower Dream, le jeu se termine instantanément si le seul joueur humain fait faillite dans un jeu impliquant 3 joueurs contrôlés par l'IA et 1 joueur contrôlé par un humain. |
| Itadaki Street: Gorgeous King | 23 septembre 1998                                                                         | Tomcat System              | Enix                            | PlayStation                     | Le jeu s'est vendu à plus de 281 000 exemplaires entre 1998 et 2004. |
| Itadaki Street 3 Okumanchouja ni Shite Ageru: Kateikyoushi Tsuki                                                                                  | 28 février 2002                                                                           | Tamsoft Crea-Tech (en)     | Enix                            | PlayStation 2                   | Le jeu s'est vendu à 163 659 exemplaires en 2002, et le magazine Famitsu lui donne la note de 32 sur 40. |
| Dragon Quest & Final Fantasy in Itadaki Street Special                                                                                            | 22 décembre 2004                                                                          | Paon                       | Square Enix                     | PlayStation 2                   | Un à quatre joueurs peuvent jouer en même temps, ce qui rend ce jeu différent de ses prédécesseurs. Le jeu met en scène des personnages de Dragon Quest et Final Fantasy. En date du 31 août 2005, le jeu s'est vendu à 380 000 unités au Japon. |
| Dragon Quest & Final Fantasy in Itadaki Street Portable                                                                                           | 25 mai 2006                                                                               | Think Garage               | Square Enix                     | PlayStation Portable            | Inclut des personnages de Dragon Quest et Final Fantasy de Square Enix, bien que certains critiques aient dit que les franchises n'ajoutaient pas grand-chose au jeu. |
| Itadaki Street DS | 21 juin 2007                                                                              | Tose Think Garage          | Square Enix                     | Nintendo DS                     | Inclut des personnages de Dragon Quest de Square Enix et des franchises Super Mario de Nintendo, dont beaucoup ont été redessinés pour paraître plus jeunes. Le jeu est le deuxième crossover entre les personnages de Nintendo et Square Enix,. Le site web du jeu propose un créateur de personnages mélangeant les franchises Mario et Dragon Quest. Le magazine japonais Famitsu a donné au jeu la note de 36 sur 40. Le jeu s'est vendu à 430 000 exemplaires en date d'août 2008. |
| Itadaki Street Mobile | 1er octobre 2007                                                                          | Square Enix                | Square Enix                     | Mobile                          | N'inclut aucun personnage de quelque franchise de jeu vidéo que ce soit. Le jeu est une version simplifiée de la série, et avant sa sortie, une démo est mise à disposition incluant Shell Island, l'un des plateaux pour débutants. |
| Dragon Quest & Final Fantasy in Itadaki Street Mobile                                                                                             | 1er juillet 2010                                                                          | Square Enix                | Square Enix                     | Mobile                          | Présente des personnages de Final Fantasy issus de nombreux opus différents, y compris Lightning de Final Fantasy XIII dans un style chibi. |
| Itadaki Street Wii (いただきストリートWii) Appelé Course à la fortune en France, Fortune Street en Amérique du Nord, et Boom Street en Europe     | JP : 1er décembre 2011, NA : 5 décembre 2011, EU : 23 décembre 2011, AUS : 5 janvier 2012 | Marvelous AQL              | Square Enix (JP) Nintendo (INT) | Wii                             | Le jeu est révélé par Nintendo lors de l'E3 2011. C'est le premier jeu de la série à être publié en dehors du Japon. Il inclut des personnages des séries Dragon Quest et Mario. |
| Itadaki Street for Smartphone (いただきストリート for SMARTPHONE) Appelé Fortune Street Smart en Amérique du Nord, et Boom Street Smart en Europe | JP : 23 janvier 2012, WW : 31 mai 2012                                                    | Square Enix                | Square Enix                     | Android, iOS                    | Au Japon, le jeu est sorti pour les appareils Android le 23 janvier 2012, via le Square Enix Market, et pour Apple iOS le 22 mars via l'App Store. Le jeu est sorti à l'étranger pour iOS le 31 mai via l'App Store. Il ne présente pas de personnages sous licence d'autres séries telles que Dragon Quest, Final Fantasy et Mario. |
| Itadaki Street: Dragon Quest & Final Fantasy 30th Anniversary                                                                                     | 19 octobre 2017                                                                           | Tose                       | Square Enix                     | PlayStation 4, PlayStation Vita | |